# Konvoi

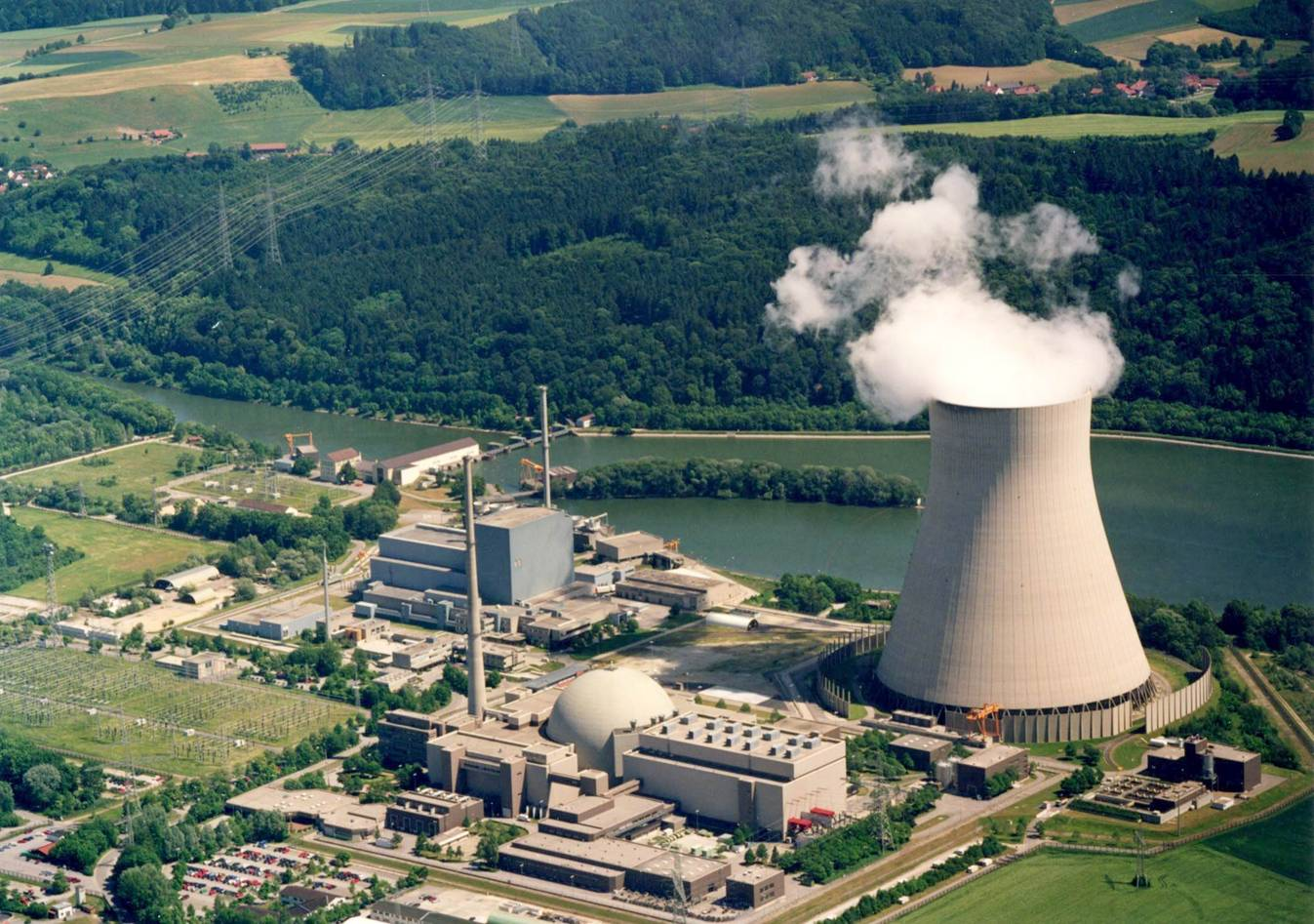
Реактор Konvoi Ізар-2 з градирнею висотою 165 м

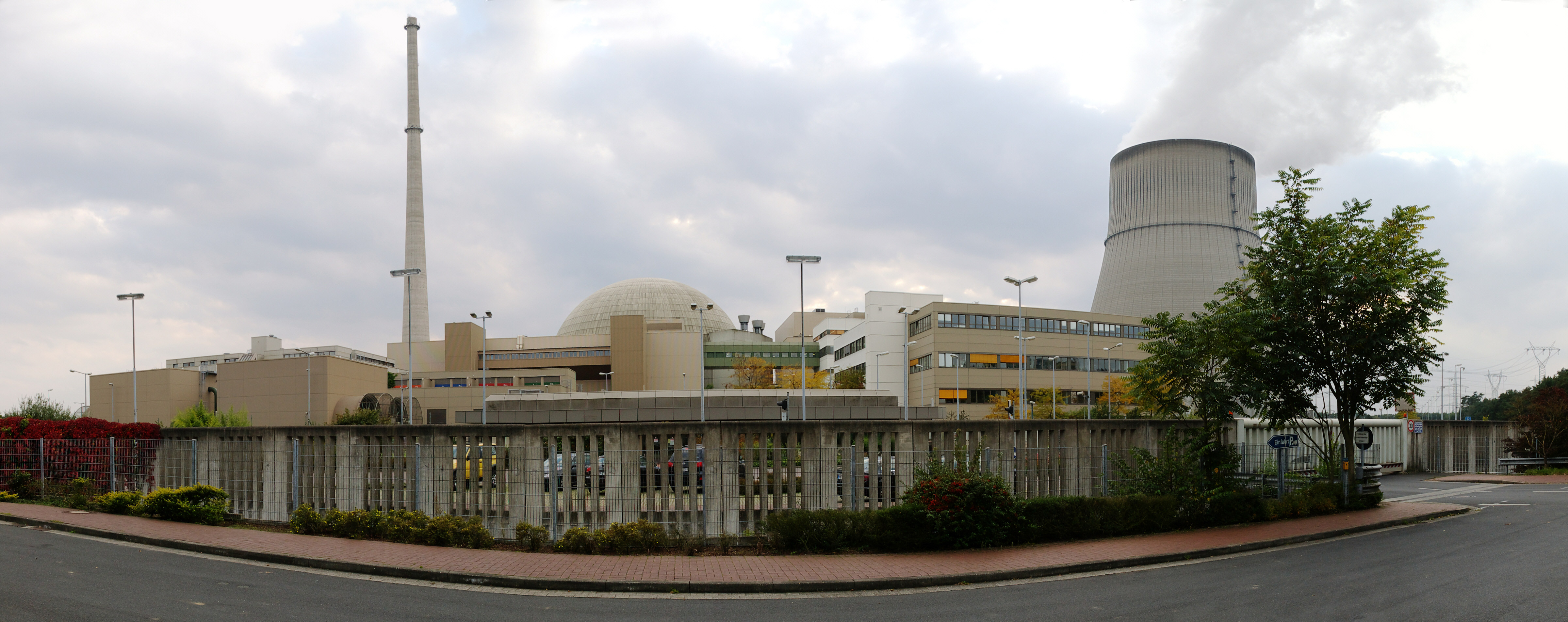
Емсландський комплекс Konvoi із градирнею висотою 152 м

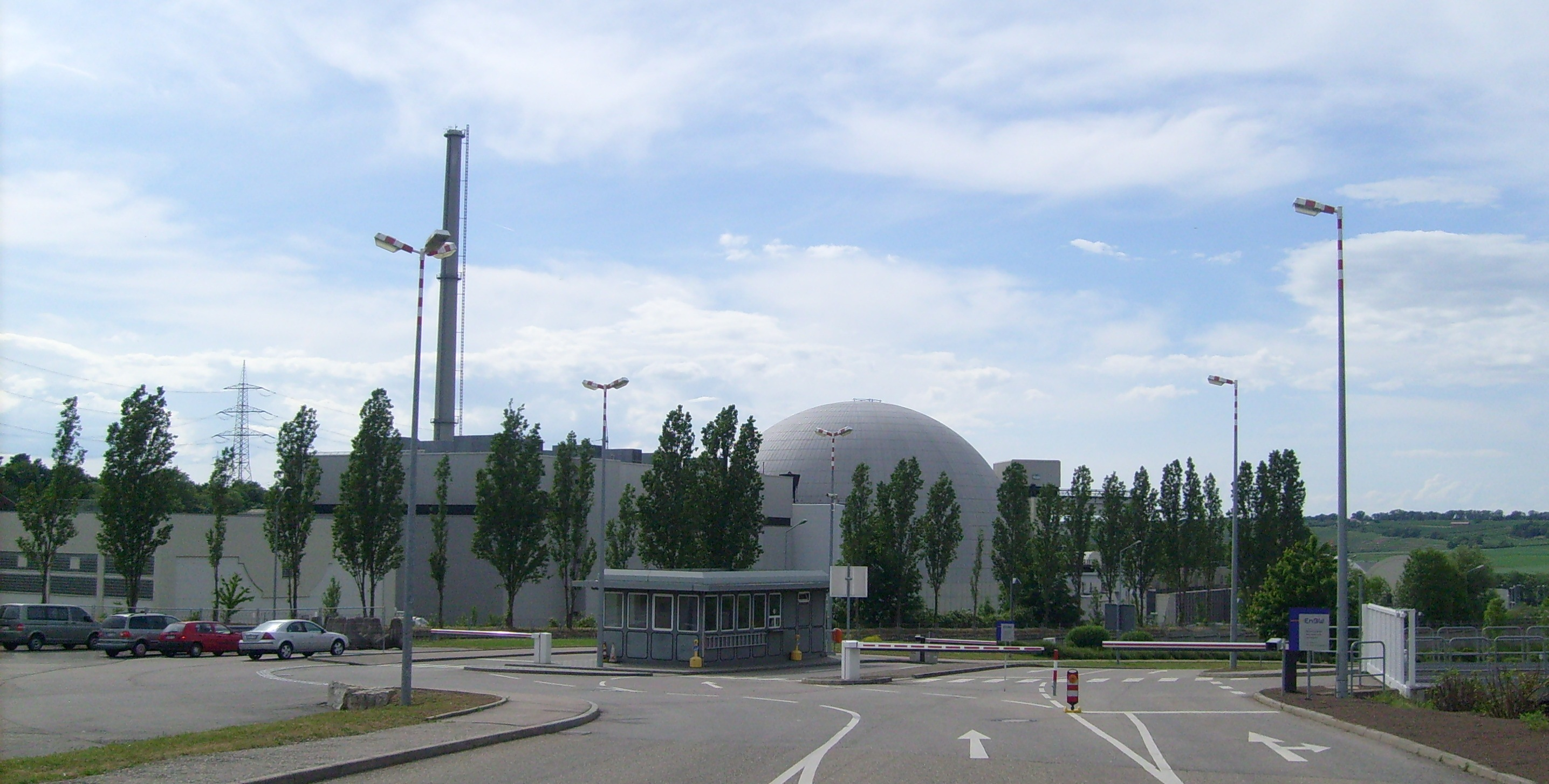
Реактор Konvoi Некарвестхайм-2

Konvoi був більш-менш стандартизованим проектом німецьких АЕС класу 1300-1400 МВт, який був реалізований на трьох станціях. До 15 квітня 2023 року це були останні атомні електростанції в Німеччині, які все ще працювали в рамках «відмови від використання атомної енергії».

## Історія
Konvoi також називався внутрішньо як будівельна лінія 80. Проект був подальшим розвитком 3-го покоління реакторів з водою під тиском від виробника Kraftwerk Union (KWU) , тепер відомого як Pre-Konvoi.
Конвої Isar II , Emsland і Neckarwestheim II були побудовані KWU між 1981 і 1989 роками. Це були наймолодші атомні електростанції в Німеччині. Наприклад, спочатку передбачувана можливість використання технологічної пари на додаток до виробництва електроенергії для забезпечення централізованого опалення, чого не було впроваджено на жодній із збудованих електростанцій. Централізоване опалення від атомних електростанцій є рідкістю в усьому світі, але в Німеччині, наприклад, на атомній електростанції Грайфсвальд, водяному реакторі радянської конструкції (ВВЕР), воно практикувалося протягом усього терміну експлуатації станції.
Позначення як конвой вказує на те, що сподівалися, що ідентична конструкція електростанцій спростить і скоротить процес затвердження. Однак бажана повна стандартизація не вдалася через федеральну структуру німецького законодавства про затвердження. Вимоги трьох відповідальних державних органів із затвердження призвели до значних відмінностей у конструкції побудованих систем.
Будівельна лінія Konvoi отримала подальший розвиток у KWU у 1991 році, щоб стати будівельною лінією 95 (або Advanced Konvoi), яка характеризується номінальною електричною потужністю до 1500 МВт, повністю цифровою технологією керування (Teleperm XP/XS) і системою моніторингу втоми.
Починаючи з 1996 року, компанія Siemens Nuclear Power у співпраці з Framatome удосконалила його до EPR, включивши функції французького N4. У той же час функції технології Konvoi були інтегровані в старі системи KWU в рамках модернізації. Siemens Nuclear Power і Framatome об’єдналися в Німеччині в 2001 році, щоб створити Framatome ANP GmbH, яка була перейменована в Areva NP GmbH в 2006 році. З 2015 року підрозділ електростанцій знову називається Framatome GmbH . Відтоді Siemens вийшов із спільного підприємства, але продовжує постачати неядерні частини (наприклад, парові турбіни) для атомних електростанцій.
У центрі імені Гельмгольца в Дрездені-Россендорфі (HZDR) була представлена модель конвойного реактора ROCOM (Rossendorf Coolant Mixing Facility) у масштабі 1:5. З його допомогою можна було експериментально досліджувати процеси течії в реакторі.

## Перелік реакторів

### Скасовані реактори
Іншими запланованими конвойними атомними електростанціями в Німеччині були наступні проекти:
- Гамм[de]
- Бібліс C/D
- Вахнум A/B
- Пфафенхофен/Сюзам[de] A/B (Рехлінґ)
- Пляйнтінґ
- Боркен (Гессен)[de]

Деякі проекти були залишені після Чорнобильської катастрофи; Borken і Hamm були остаточно залишені лише в 1995 році. Плани щодо Biblis C не продовжувалися.

## Зовнішні посилання
- Konsens-Reaktor gesucht, DIE ZEIT, 11. Dezember 1992, Nr. 51, abgerufen am 19. April 2014